# Trofej prvakinja 2003. (hokej na travi)
10. Trofej prvakinja se održao 2003. godine.

## Mjesto i vrijeme održavanja
Održao se od 29. studenog do 7. prosinca 2003.
Utakmice su se igrale u australskom gradu Sydneyu, na igralištima hokejaškog centra sidnejskog olimpijskog parka.

## Natjecateljski sustav
Ovaj turnir se igralo po jednostrukom ligaškom sustavu. Za pobjedu se dobivalo 3 boda, za neriješeno 1 bod, a za poraz nijedan bod. 
Nakon ligaškog dijela, igralo se za poredak. Prva i druga djevojčad na ljestvici je doigravala za zlatno odličje, treće i četvrte za brončano odličje, a pete i šeste na ljestvici za 5. i 6. mjesto.
Susrete se igralo na umjetnoj travi.

## Sudionice
Sudjelovale su djevojčadi: domaćin Australija, braniteljice naslova Kina, Argentina, Nizozemska, Južna Koreja i Engleska.

## Sastavi

### Argentina
(1.) Mariela Antoniska (vratarka), (3.) Magdalena Aicega (kapetanica), (4.) María Paz Ferrari, (5.) Marina di Giacomo, (6.) Ayelén Stepnik, (7.) Alejandra Gulla, (8.) Luciana Aymar, (10.) Augustina Soledad García, (12.) Mariana González Oliva, (14.) Mercedes Margalot, (15.) María de la Paz Hernández, (17.) Maria Inés Parodi, (18.) Paola Vukojicic (vratarka), (19.) Mariné Russo, (21.) Inés Arrondo, (23.) Natali Doreski, (24.) Claudia Burkart, and (28.) Ana Macarena Rodríguez. Trener: Sergio Vigil.

### Australija
(2.) Louise Dobson, (3.) Karen Smith, (5.) Ngaire Smith, (6.) Megan Rivers, (7.) Peta Gallagher, (10.) Bianca Netzler, (11.) Emily Halliday, (13.) Wendy Alcorn, (16.) Cindy Morgan (vratarka), (17.) Rachel Imison (vratarka), (20.) Carmel Bakurski, (22.) Katie Allen, (24.) Angie Skirving, (25.) Melanie Twitt, (27.) Suzie Faulkner, (28.) Julie Towers, (30.) Sarah Taylor i (31.) Katrina Powell (kapetanica). Trener: David Bell.

### Engleska
(1.) Carolyn Reid (vratarka), (2.) Hilary Rose (vratarka), (3.) Jennie Bimson, (4.) Jane Smith, (5.) Denise Marston-Smith, (6.) Melanie Clewlow, (7.) Purdy Miller, (8.) Anna Bennett, (9.) Mandy Nicholson, (10.) Lucilla Wright, (11.) Kate Walsh, (12.) Frances Houslop, (14.) Rachel Walker, (16.) Leisa King, (17.) Sarah Blanks, (19.) Joanne Ellis, (20.) Fiona Greenham i (23.) Crista Cullen. Trener: Bob Crutchley.

### Kina
(1.) Nie Yali (vratarka), (2.) Xuejiao Huang, (3.) Chen Zhaoxia, (4.) Ma Yibo, (5.) Cheng Hui, (7.) Huang Junxia, (8.) Fu Baorong, (9.) Li Shuang, (10.) Gao Lihua, (11.) Tang Chunling, (12.) Zhou Wanfeng (kapetanica), (13.) Ren Ye, (15.) Hou Xiaolan, (17.) Qiu Yingling, (19.) Chen Qiuqi, (26.) Chen Qunqing i (29.) Zhang Yimeng (vratarka). Trener: Kim Chang-back.

### Nizozemska
```
Vratarke

 
Eveline de Haan
               
HC Klein Zwitserland

 
Clarinda Sinnige
              
Amsterdam

Obrambene igračice

 
Ageeth Boomgaardt
             
Hockeyclub 's-Hertogenbosch

 
Chantal de Bruijn
             
Kampong

 
Wieke Dijkstra
                
Laren

 
Sabine Romkes
                 
Laren

 
Maartje Scheepstra
            
Amsterdam

 
Janneke Schopman
              
Hockeyclub 's-Hertogenbosch

Srednji red

 
Femke Kooijman
                
HC Klein Zwitserland

 
Minke Smabers
                 
Laren

 
Jiske Snoeks
                  
Amsterdam

 
Macha van der Vaart
           
Amsterdam
 

Navala

 
Mijntje Donners
 (kapetanica)  
Hockeyclub 's-Hertogenbosch

 
Miek van Geenhuizen
           
Laren

 
Sylvia Karres
                 
Amsterdam

 
Lieve van Kessel
              
Hockeyclub 's-Hertogenbosch

 
Kim Lammers
                   
Laren

 
Eefke Mulder
                  
Nijmegen
```

```
 
Trener:    
                      
Marc Lammers

 
Pomoćni trener:      
            
Carel van der Staak

 
Menedžerica i pomoćna trenerica:
 
Alyson Annan

 
Fizioterapeuti:  
                Marc van Nieuwenhuizen i Sjoerd van Daalen
 
Liječnica:
                       
Jessica Gal

 
Video-operator:
                  Lars Gillhaus
 
Psihološka priprema:
             Bill Gillissen
```

### Južna Koreja
(1.) Park Yong-Sook (vratarka), (2.) Kim Yun-Mi, (3.) Lee Jin-Hee, (4.) Yoo Hee-Joo, (5.) Lee Seon-Ok, (7.) Han Sung-Mi, (8.) Lee Mi-Seong, (9.) Nam Jin-A, (11.) Kim Seong-Eun (kapetanica), (12.) Ko Kwang-Min, (14.) Park Seon-Mi, (16.) Lim Ju-Young (vratarka), (17.) Kang Bo-Kyung, (18.) Park Jeong-Sook, (19.) Young Kang-Na, (20.) Kim Mi-Seon, (21.) Park Jin-Suk i (22.) Kim Bo-Mi. Trener: Lim Heung-Sin.

## Rezultati natjecanja u skupini
| susret br.1 29. studenog |       |              |  |
| Argentina                | 3 : 1 | Južna Koreja |  |
|                          |       |              |  |

| susret br.2 29. studenog |       |      |  |
| Nizozemska               | 0 : 1 | Kina |  |
|                          |       |      |  |

| susret br.3 29. studenog |       |          |  |
| Australija               | 5 : 0 | Engleska |  |
|                          |       |          |  |

| susret br.4 30. studenog |       |           |  |
| Kina                     | 3 : 3 | Argentina |  |
|                          |       |           |  |

| susret br.5 29. studenog |       |            |  |
| Australija               | 2 : 1 | Nizozemska |  |
|                          |       |            |  |

| susret br.6 29. studenog |       |              |  |
| Engleska                 | 1 : 2 | Južna Koreja |  |
|                          |       |              |  |

| susret br.7 2. prosinca |       |              |  |
| Nizozemska              | 4 : 3 | Južna Koreja |  |
|                         |       |              |  |

| susret br.8 2. prosinca |       |          |  |
| Argentina               | 2 : 0 | Engleska |  |
|                         |       |          |  |

| susret br.9 2. prosinca |       |      |  |
| Australija              | 0 : 1 | Kina |  |
|                         |       |      |  |

| susret br.10 4. prosinca |       |              |  |
| Kina                     | 2 : 0 | Južna Koreja |  |
|                          |       |              |  |

| susret br.11 4. prosinca |       |          |  |
| Nizozemska               | 0 : 1 | Engleska |  |
|                          |       |          |  |

| susret br.12 4. prosinca |       |           |  |
| Australija               | 1 : 1 | Argentina |  |
|                          |       |           |  |

| susret br.13 6. prosinca |       |      |  |
| Engleska                 | 2 : 2 | Kina |  |
|                          |       |      |  |

| susret br.14 6. prosinca |       |           |  |
| Nizozemska               | 3 : 3 | Argentina |  |
|                          |       |           |  |

| susret br.15 6. prosinca |       |              |  |
| Australija               | 5 : 0 | Južna Koreja |  |
|                          |       |              |  |

### Ljestvica nakon natjecanja u skupini
```
 1. 
 Kina                 5    3    2    0     ( 9: 5)      
11

 2. 
 Australija           5    3    1    1     (13: 3)      
10

 3. 
 Argentina            5    2    3    0     (12: 8)      
 9
 
 4. 
 Nizozemska           5    1    1    3     ( 8:10)       
4
 
 5. 
 Engleska             5    1    1    3     ( 4:11)       
4
 
 6. 
 Novi Zeland          5    1    0    4     ( 6:15)       
3
```

## Doigravanje
Susreti kojima se doigravalo za poredak od 1. do 6. mjesta su se odigrali 7. prosinca 2003.
- za 5. mjesto

| 10:00    |             |              |  |
| Engleska | 2 : 2 (4:2) | Južna Koreja |  |
|          |             |              |  |

- za brončano odličje

| 12:30     |       |            |  |
| Argentina | 2 : 3 | Nizozemska |  |
|           |       |            |  |

- za zlatno odličje

| 15:00      |       |      |  |
| Australija | 3 : 2 | Kina |  |
|            |       |      |  |

### Konačna ljestvica
| Mj. | Momčad       |
| --- | ------------ |
| 1.  | Australija   |
| 2.  | Kina         |
| 3.  | Nizozemska   |
| 4.  | Argentina    |
| 5.  | Engleska     |
| 6.  | Južna Koreja |

| Pobjednice              |
| ----------------------- |
| Australija Šesti naslov |

## Najbolje sudionice
- najbolja igračica:  Luciana Aymar
- najbolji strijelci:

| Mj. | Hokejašica      | iz igre | (k.u/k)/k.u. | Uk. pogodaka |
| --- | --------------- | ------- | ------------ | ------------ |
| 1.  | Katrina Powell  | 3       | 1            | 4            |
| 2.  | Luciana Aymar   | 3       | 0            | 3            |
| 2.  | Agustina García | 2       | 1            | 3            |
| 2.  | Fu Baorong      | 2       | 1            | 3            |
| 2.  | Tang Chunling   | 2       | 1            | 3            |